# Monument voor het kunstenaarsverzet 1940-1945
Het Monument voor het kunstenaarsverzet 1940-1945 is een artistiek kunstwerk en monument in Amsterdam-centrum.
Als gevolg van de afbraak van het Panoramagebouw aan de Plantage Middenlaan 50 ontstond een relatief brede groenstrook, die in 1963 de naam Plantage Westermanlaan kreeg. Het werd een plantsoen, zonder officieel die naam te krijgen. Al sinds 10 juni 1944 waren er binnen kunstenaarskringen maar ook bij de Dienst der Publieke Werken bij monde van Allard Remco Hulshoff plannen een gedenkteken op de richten voor Gerrit van der Veen, die op die datum werd gefusilleerd. Uitstel leek tot afstel te leiden.
In 1969 spraken de Stichting Gerrit van der Veen Monument (opgericht in 1967), het Prins Bernard Fonds, de gemeente Amsterdam en het Rijk weer over het oprichten van een gedenkteken voor kunstenaar en verzetsman Gerrit van der Veen in het bijzonder en het kunstenaarsverzet tijdens de Tweede Wereldoorlog in het algemeen. Toen was ongeveer de helft van het benodigde bedrag van 115.000 gulden voorhanden. De Plantage Middenlaan werd gekozen als locatie omdat Gerrit van der Veen in de buurt een “vernielingsactie”  in het bevolkingsregister (27 maart 1943) had gehouden. Aan kunstenaar Carel Kneulman werd de opdracht verstrekt; hij had een beeld van acht meter hoog voor ogen.
Het ontbrekende geld werd langzaam bijeengeschraapt, in mei 1972 was er nog steeds sprake van “zal in Amsterdam komen te staan”. Meer instanties gaven een bijdrage, zoals de Federatie van Beroepsverenigingen van Kunstenaars en de Stichting Levi Lassen. Op 4 mei 1973 was het dan zover. De weduwe van Gerrit van der Veen, Louise Adriana van der Chijs, kwam naar de Plantage Middenlaan. Het beeld was toen al gekanteld: 5,6 meter breed en slechts 1,8 meter hoog. Leo Braat, voorzitter van de stichting, overhandigde het beeld aan burgemeester Ivo Samkalden. Kneulman omschreef het bronzen beeld in 1973 volgens Braat als een liggende barricade, een ontplofte granaat, een gevallen engel of Icarus, een uitgeklapte paraplu na een storm, een vertrapt insect, een golf die op het strand te pletter slaat, een laatste heftige ademtocht van een moedig leven etc. Aan de rechterkant is een gebalde vuist te herkennen. Op de achterzijde van het beeld en in de sokkel zijn teksten van Van der Veen te lezen ("Wat doe jij nu je land wordt vertrapt en geknecht").
Vrijwel direct na de onthulling kwam de voormalige verzetskrant Het Parool met de mening dat het weliswaar een mooi beeld was, maar dan voor een expositie; als monument was het minder geschikt. In 1979 zag De Waarheid het meer als een symbolisch beeld. In 1985 was er weer een andere mening: een mooie combinatie tussen abstract en figuratief, aldus Het Vrije Volk.
Mook heeft ook een Monument voor het kunstenaarsverzet, maar dan voor de regio.

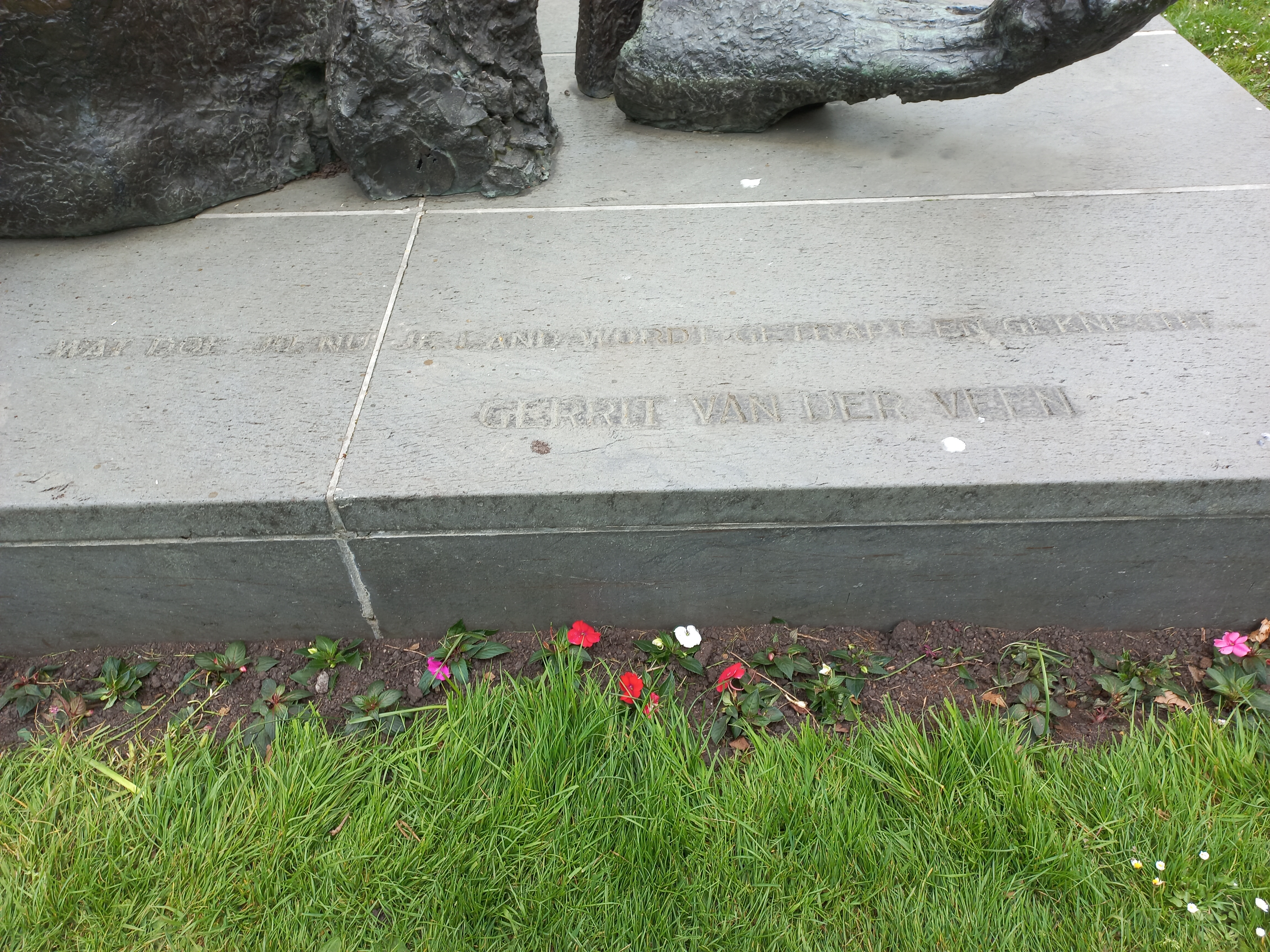
Tekst (mei 2022)